# Eesti Jäähoki Liit
Eesti Jäähoki Liit ist der nationale Eishockeyverband Estlands mit Sitz in Tallinn. Der Verband zählt über 1077 Spieler als Mitglieder, davon 124 Männer, 862 Jugendliche, 91 Frauen und 44 Schiedsrichter, die in elf Eissporthallen und auf zehn Eisbahnen ihrer Tätigkeit nachgehen (Stand 2020). Derzeitiger Verbandspräsident ist Rauno Parras.

## Geschichte
Am 17. Februar 1935 trat der Verband der Internationalen Eishockey-Föderation IIHF bei; diese Mitgliedschaft erlosch allerdings 1946 nach der Annexion durch die Sowjetunion. Nach dem Zerfall der Sowjetunion wurde der Estnische Verband 1992 wieder in die IIHF aufgenommen.
Dem Verband untersteht die estnische Eishockeynationalmannschaft, die seit 1994 wieder an internationalen Turnieren teilnimmt und derzeit in der Division I antritt.
Zwischen 2012 und 2020 verringerte sich die Anzahl der aktiven Spieler von etwa 1500 auf 1070.

## Nationaler Spielbetrieb
Mit der Meistriliiga betreibt der Eesti Jäähoki Liit die höchste Eishockeyspielklasse des Landes. Weitere Spielklassen sind die zweitklassige Esiliiga sowie die „Unabhängigen Eishockeyliga“ (HHL). In dieser Liga treten 21 Amateurmannschaften in drei Gruppen gegeneinander an.
| HHL I GRUPP | HHL II GRUPP                                               | HHL EESTI GRUPP                                                                                    |
| --- | ---------------------------------------------------------- | -------------------------------------------------------------------------------------------------- |
| - SK Monstera I - HK Karud - THSK - VISA-TIIGRID - HK STARS - HK STORM - SK MONSTERA II - MARK WINNER - HK KEHRA SNAIPERS | - HK Purikad - HK Karud II - JAZZ - Muusikud - AHK - Total | - Jõgeva SK Pedja - Valga Lions I - Valga Lions II - Tartu Kajakas - Rakvere Tarvad - Kohtla-Järve |